# Jeong Na-Eun
Jeong Na-Eun (en coreano: 정나은; Seúl, 27 de junio de 2000) es una deportista surcoreana que compite en bádminton. Participó en los Juegos Olímpicos de París 2024, obteniendo una medalla de plata en la prueba de dobles mixto.

## Palmarés internacional
| Juegos Olímpicos | Juegos Olímpicos | Juegos Olímpicos | Juegos Olímpicos |
| Año              | Lugar            | Medalla          | Prueba           |
| ---------------- | ---------------- | ---------------- | ---------------- |
| 2024             | París (Francia)  | Medalla de plata | Dobles mixto     |